# Jan Willenberg

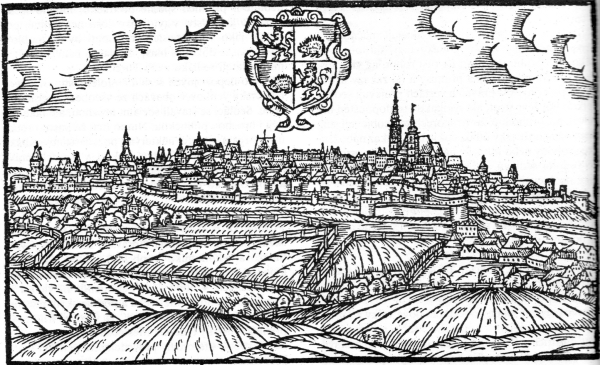
Jihlava na vedutě

Jan Willenberg (* 23. června 1571 Třebnice – ~3. října 1613 Praha) byl autor dřevořezů, grafik a kreseb. Po mládí stráveném na Moravě se přesunul do rudolfinské Prahy, kde vytvořil hlavní část svého díla.
Tvořil topograficky dobré veduty měst hradů a zámků. Známá je například jeho série vedut českých měst z roku 1602. Jeho díla zachycují místa v Čechách, na Moravě, ve Slezsku, na Slovensku a v Rakousku. Díky spolupráci na Harantově knize Putování aneb cesta... ztvárnil také cizokrajné lokace, zvířata a lidi z oblasti Středomoří.
Brzy po smrti se však na umělce zapomnělo. Až na začátku 20. století se znovu objevil zájem o jeho dílo, když roku 1901 doktoři Antonín Podlaha a Isidor Zahradník vlastním nákladem vydali pod názvem Jana Willenberga Pohledy na města, hrady a památné stavby král. Českého z počátku XVII. století výběr perokreseb uchovávaných ve Strahovském klášteře. Willenbergovy veduty se staly cenným ikonografickým pramenem, využívaným zejména v historické geografii a kunsthistorii.

## Život

### Dětství a mládí
Jan Willenberg, někdy také Johann Willenberger, se narodil v slezské Třebnici (polsky Trzebnica) u Vratislavi, která v tu dobu přináležela svazku České koruny. Rodina se poměrně brzy přestěhovala do moravského Přerova. Už jako jedenáctiletý od roku 1582 pracoval pro olomouckou tiskárnu Fridricha Milichthalera, potom byl mezi lety 1595–1600 zaměstnán v klášterní tiskárně premonstrátů v Louce. V roce 1600 se přestěhoval do Prahy.

### V Praze
Zde byl zaměstnán v tiskárně Daniela Sedlčanského, Jana Schumanna a v nigrinovské tiskárně. Dále pracoval pro známou tiskárnu Adamů z Veleslavína, Daniela Adama a jeho syna Samuela Adama.

## Dílo
Vytvořil dřevořezy pro díla Bartoloměje Paprockého Zrcadlo slavného markrabství moravského (1593) a Diadochus (1602). Dále ilustrace pro Harantovu cestopisnou knihu Putování aneb cesta z Království českého do Benátek a odtud po moři do země Svaté, země judské a dále do Egypta (1608). Tvořil i portréty císařů, například Rudolfa II., Matyáše Habsburského a dalších.

### Galerie

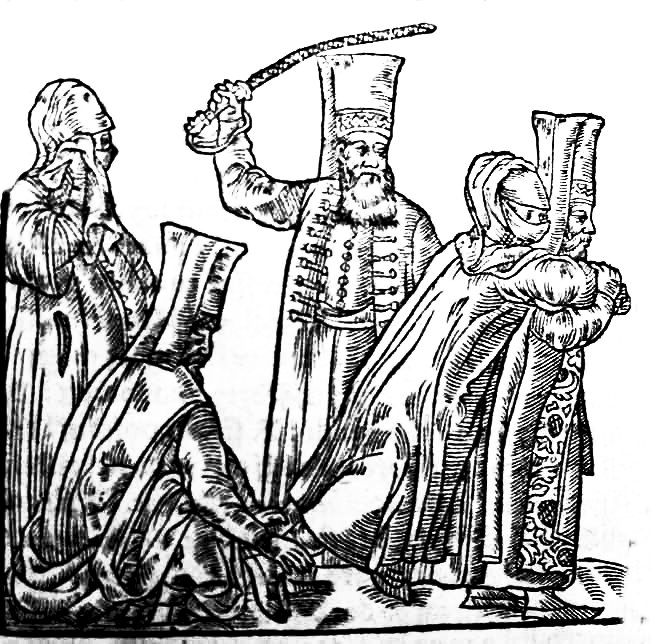
Figůra jakým způsobem trestá ženu, která se krádeže dopustila pro knihu Putování Kryštofa Haranta
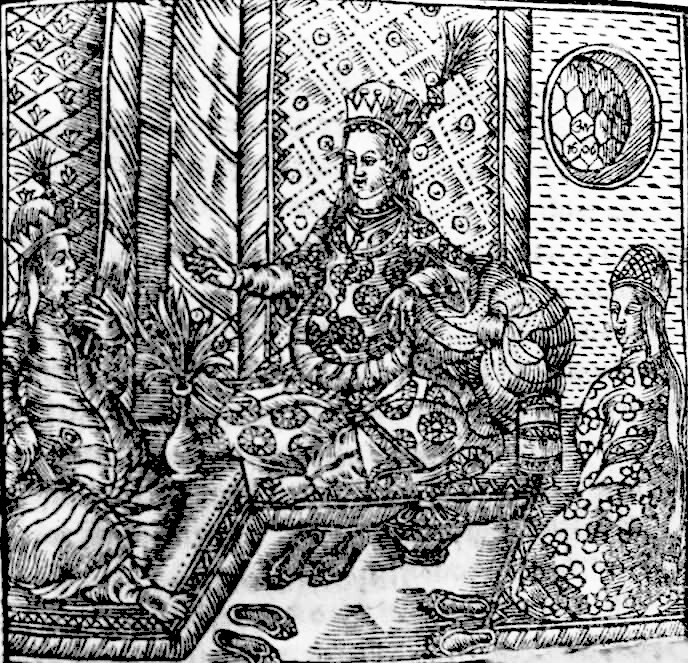
Figůra krásně ozdobených žen sedících na zemi pro knihu Putování
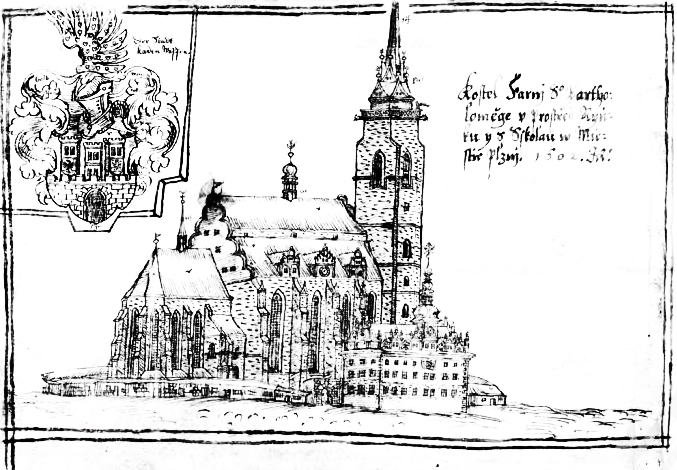
Plzeňský kostel sv. Bartoloměje a latinská škola, 1602, perokresba pro Plzeňskou vedutu
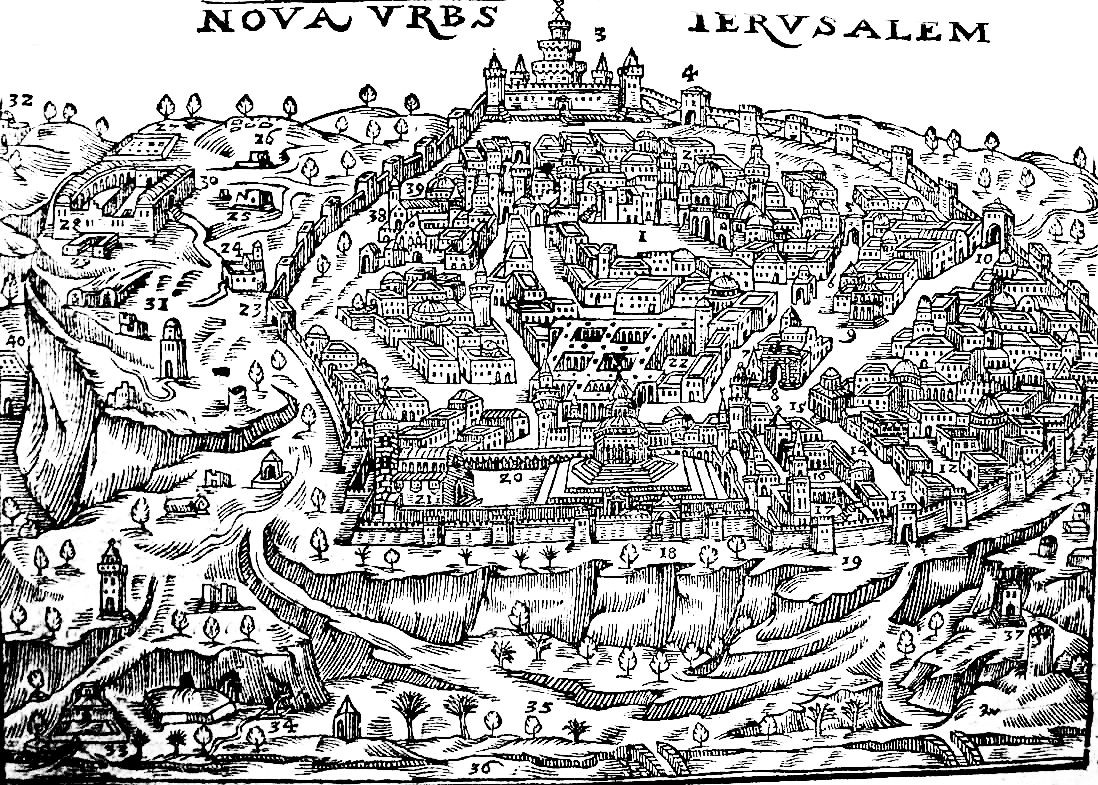
Signovaný Jeruzalém, cca 1606 je pro knihu Putování
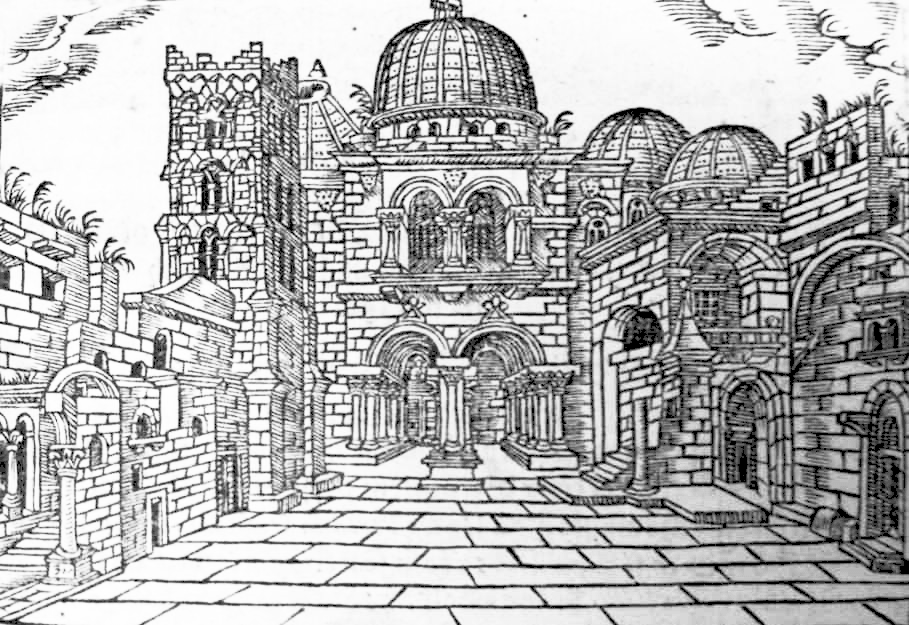
Chrám Božího hrobu v Jeruzalémě, cca 1606 v knize Putování
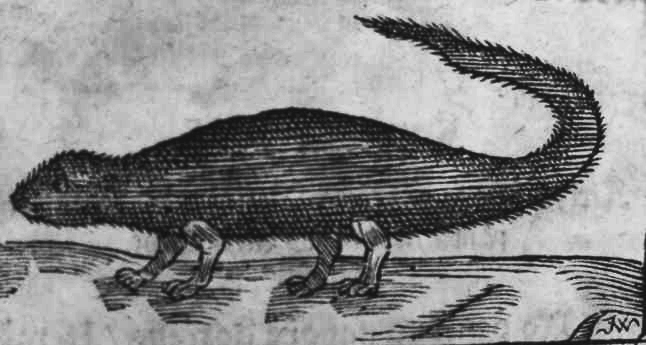
Ichneumon, malá promykovitá šelma, dřevořez z Putování